# Rejon starobielski
Rejon starobielski – jednostka administracyjna w składzie obwodu ługańskiego Ukrainy.
Powstał w 2020. Ma powierzchnię 6930,6 km² i liczy około 126 tysięcy mieszkańców. Siedzibą władz rejonu jest Starobielsk.